# Dibang
Dibang est une commune du Cameroun située dans la région du Centre et le département du Nyong-et-Kéllé.

## Géographie
| Massock-Songloulou | Nyanon  | Bot-Makak   |
| Pouma              | Dibang  | Ngog-Mapubi |
|                    | Biyouha |             |

## Population
Lors du recensement de 2005, la commune comptait 9 063 habitants, dont 1 225 pour Dibang proprement dit.

## Organisation
Outre Dibang proprement dit, la commune comprend les villages suivants :
- Bamo
- Beda
- Bibaya
- Boga
- Bomb
- Dikonop I
- Dikonop II
- Dingombi
- Doupe
- Ham
- Lissegue
- Maboye
- Mahole
- Makek Mandjab
- Mapobi
- Matol
- Mbanda
- Mom
- Ndongo
- Ngodi Lom
- Ngodi Si
- Ngognwas
- Pes Lipan
- Sililaye
- Sombo
- Song Ngos
- Song-Nlend
- Tamalong

## Personnalités nées à Dibang
- Emmanuel Pi Djob (1963-), musicien